# Constantin Tănase (jurnalist)
Constantin Tănase (n. 24 iunie 1949, Nemțeni – d. 30 octombrie 2014, Chișinău) a fost un lingvist, doctor în filologie, jurnalist, publicist, scriitor și lider de opinie din Republica Moldova, deputat în primul Parlament al Republicii Moldova între anii 1991 și 1993, semnatar al Declarației de independență a Republicii Moldova.
În 1996 a fost consilier al președintelui (de atunci), Mircea Snegur, iar între anii 1997-2001 - redactor-șef adjunct, redactor-șef și director al ziarului FLUX.
În 2001 a fondat ziarul Timpul de dimineață, devenind director și redactor-șef al publicației.

## Biografie
M-am născut în LIMBA ROMÂNĂ și voi muri în LIMBA ROMÂNĂ, vinovat că nu am pătruns-o până la capăt și, poate, de multe ori, i-am rănit frumusețile. Voi muri trist pentru că, și azi, această pasăre rănită este alungată din cuibul său. 
Trebuie să recunoaștem că noi avem probleme mari nu numai cu elitele, ci și cu poporul. De fapt, cum e sacul și cârpeala! Aproape două sute de ani a trăit sub ruși. Când trăiești prea mult timp în rahat, te obișnuiești atât de mult cu el, încât acesta nu te mai deranjează, nici nu-l observi, ci dimpotrivă, când rahatul dispare, îi duci lipsa 
Eu nu aș sta o oră la acest ziar și nu aș face ceea ce fac, dacă nu aș crede în destinul comun al românilor de pe cele două maluri ale Prutului. Nu știu prin ce formule concrete se va realiza acest ideal. Dar cred. E o credință a mea pe care n-o negociez cu nimeni și la care nu renunț 
Constantin Tănase s-a născut pe 24 iunie 1949, în satul Nemțeni, raionul Hâncești (fostul Județ Lăpușna), RSS Moldovenească, Uniunea Sovietică, în familia lui Mihail Tănase și a Dariei Ciubotaru. Are o soră-geamănă, Elena. După ce a absolvit școala medie din sat, în 1966, s-a înscris la Facultatea de Litere a Universității Pedagogice de Stat „Ion Creangă” din Chișinău, pe care o absolvit-o cu mențiune („diplomă roșie”).
Ulterior, a activat o vreme în calitate de profesor, director de studii. A făcut doctoratul la Academia de Științe a Moldovei (AȘM) și a susținut cu succes teza de doctor în filologie, după care a început a edita monografii. Între anii 1988-1990 a activat ca secretar științific al Comisiei de terminologie de pe lângă AȘM. În anii 1991-1993 a fost deputat în primul Parlament al Republicii Moldova, fiind unul din semnatarii Declarației de independență a Republicii Moldova. Între anii 1994-1996 a fost director al „Centrului național de terminologie”, unde a inițiat și realizat un vast program de editare a dicționarelor de terminologie și s-a ocupat de punerea în circulație în limba română a documentației oficiale, actelor de identitate etc. În anul 1996 a fost consilier al președintelui (de atunci), Mircea Snegur, iar între 1997-2001 a fost redactor-șef adjunct, redactor-șef și director al ziarului FLUX. Pe 14 septembrie 2001 a lansat Cotidianul Național Independent TIMPUL.
A editat volumele de publicistică „Ochiul lui Esop” (2000), „Patria vuindă” (2001), „Hoții de mituri” (2004), „Blestemul de a fi” (2009) și „Groapa cu lei” (2014).
Pe 12 iunie 2014, Constantin Tănase și-a lansat la București ultima sa carte - „Groapa cu lei”, iar pe 15 iunie 2014, la invitația conaționalilor, și-a prezentat volumul și în localitatea Altea, din Spania.
Pe 30 octombrie 2014, la vârsta de 65 de ani, Constantin Tănase s-a stins din viață. A doua zi Președintele Nicolae Timofti a semnat un decret privind declararea zilei de 1 noiembrie 2014 drept zi de doliu național în legătură cu decesul lui Constantin Tănase.
Constantin Tănase a fost căsătorit cu Alexandra Vâlcu-Tănase și împreună aveau trei copii: Alexandru - un politician și jurist, Silviu - redactor-șef la ziarul Timpul și Constantin - avocat.
Pe 31 august 2015, cu ocazia sărbătorii „Limba noastră”, Centrului Național de Terminologie al Institutului de Filologie al Academiei de Științe a Moldovei i-a fost atribuit numele lui Constantin Tănase.
La sfârșitul anului 2015 strada Cosmonauților din Chișinău a fost redenumită în „strada Constantin Tănase”, în onoarea acestuia. 

## Distincții și decorații
Constantin Tănase este laureat al Premiului Național în domeniul jurnalismului.
A fost decorat cu medaliile „Meritul Civic” și „Mihai Eminescu”. Este Cavaler al „Ordinului Republicii”. În anul 2004 a fost decorat cu Ordinul național „Steaua României” în grad de Comandor, iar în 2014 - cu Ordinul Național „Serviciul Credincios” în grad de Mare Ofițer.